# Tatjana Petroesjina
Tatjana Sergejevna Petroesjina (Russisch: Татьяна Сергеевна Петрушина) (Snezjinsk, Oblast Tsjeljabinsk, 21 januari 1990) is een Russisch basketbalspeelster die uitkomt voor het nationale team van Rusland. Ze werd Meester in de sport van Rusland, Internationale Klasse.

## Carrière
In 2007 ging Petroesjina spelen voor BK Moskou 2 en UMMC Junior Jekaterinenburg. In 2010 verhuisde ze naar Dinamo-GUVD Novosibirsk. In 2012 keerde ze halverwege even terug bij UMMC. Ze won het Landskampioenschap van Rusland en werd Bekerwinnaar van Rusland. In 2013 ging ze naar Tsjevakata Vologda. In 2016 stapte ze over naar Nadezjda Orenburg. In 2017 keerde ze terug bij UMMC Jekaterinenburg. Ze speelde niet in de finale van de EuroLeague Women in 2018. In 2018 won ze ook de FIBA Europe SuperCup Women van Galatasaray uit Turkije met 79-40.  Ook won ze in 2019 de FIBA Europe SuperCup Women van Nadezjda Orenburg uit Rusland met 87-67. In 2021 ging ze spelen voor MBA Moskou.
Met Rusland 3x3 speelde Petroesjina op de Europese Spelen 3x3 in 2015. Ze wonnen goud. Ook won ze goud op de FIBA 3x3 World Cup in 2017en op de FIBA 3x3 Europe Cup in 2017.

## Erelijst
- Landskampioen Rusland: 5
  - Winnaar: 2012, 2018, 2019, 2020, 2021
  - Derde: 2017, 2022
- Bekerwinnaar Rusland: 2
  - Winnaar: 2012, 2019
  - Runner-up: 2020
- FIBA Europe SuperCup Women: 2
  - Winnaar: 2018, 2019
- Europees Basketball 3x3: 1
  - Goud: 2015